# Bariátino (Kaluga)
Bariátino (ruso: Баря́тино) es un asentamiento rural y pueblo (seló) de Rusia, capital del raión homónimo en la óblast de Kaluga.
En 2021, el territorio del asentamiento tenía una población de 2780 habitantes, de los cuales 2748 vivían en el propio pueblo y el resto en cinco pequeñas aldeas.
Se ubica unos 120 km al suroeste de la capital regional Kaluga.

## Historia
Fue fundado a finales del siglo XIX como poblado ferroviario para dar servicio a la estación ferroviaria Bariátinskaya, abierta en 1899 en la línea de ferrocarril de Smolensk a Sujínichi. La Unión Soviética le dio el estatus de capital distrital en 1929, cuando se fundó la Óblast Occidental.